# لا تييرا
جزيرة لا تييرا (بالإسبانية: Isla de Tierra) جزيرة إسبانية تقع في البحر الأبيض المتوسط، هي إحدى الجزر الثلاثة المكونة لأرخبيل جزر الحسيمة.
تبلغ مساحة جزيرة لا تييرا 0,017 كم² وهي غير مأهولة بالسكان.